# Ménagerie du Jardin des Plantes
De Ménagerie du Jardin des Plantes bevindt zich in de Jardin des Plantes in de Franse hoofdstad Parijs. Deze dierentuin behoort tot de organisatie van het Muséum national d'histoire naturelle. De Ménagerie werd geopend in 1794 en het is daarmee na Tiergarten Schönbrunn de oudste in de wereld.

## Geschiedenis
De Ménagerie ontstond tijdens de Franse Revolutie toen diverse privé-collecties in handen van de staat kwamen. Veel gebouwen die tegenwoordig nog steeds in gebruik zijn dateren uit de negentiende eeuw, zoals de "Rotonde" (1804), "Fauverie" (1821) en het reptielenhuis (1881). In 1934 werd als aanvulling op de Ménagerie het Parc Zoologique de Paris geopend in het Bois de Vincennes, waar met name de grotere zoogdieren werden ondergebracht. De Ménagerie richt zich tegenwoordig met name op kleinere zoogdiersoorten, vogels en reptielen.

## Fokprogramma's
Het park neemt deel aan meerdere internationale fokprogramma's en coördineert en beheert de EEP-stamboeken voor de otter, beermarter, gaur en het blauwschaap.

## Fotogalerij

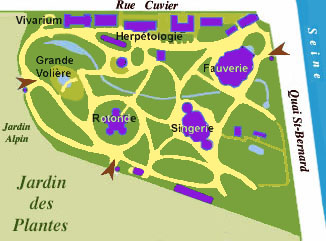
Plattegrond van de Ménagerie.
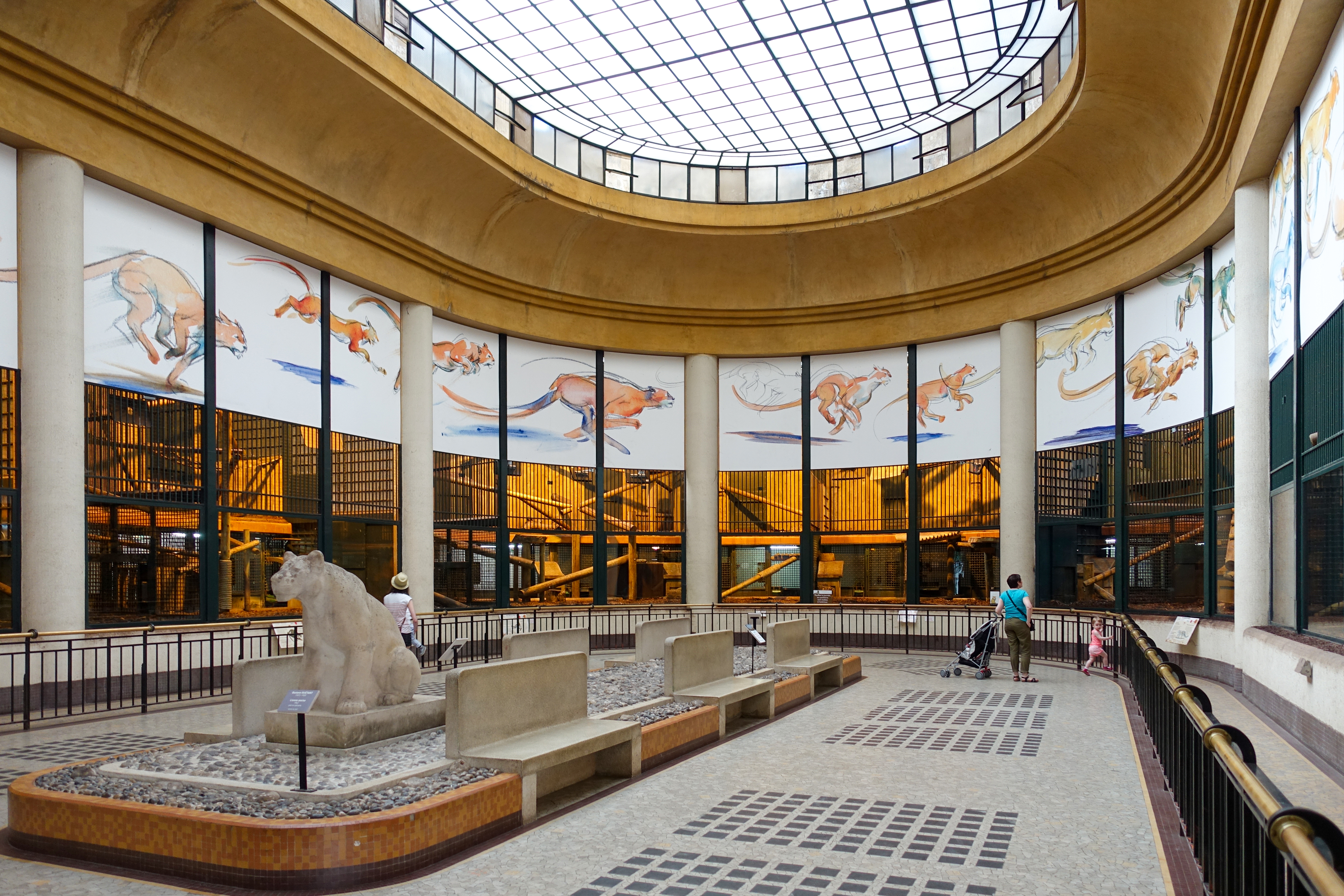
"Fauverie"
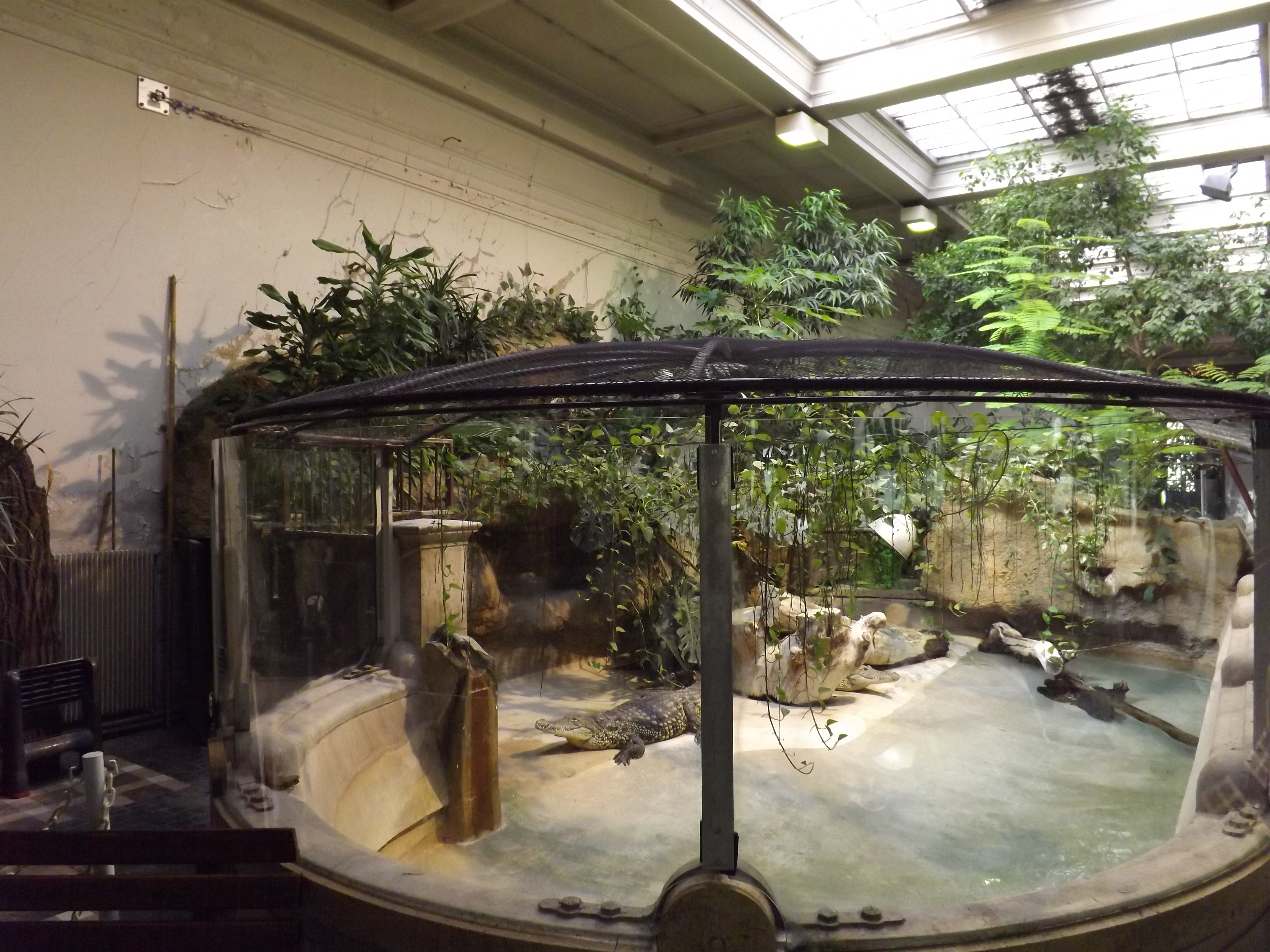
Reptielenhuis
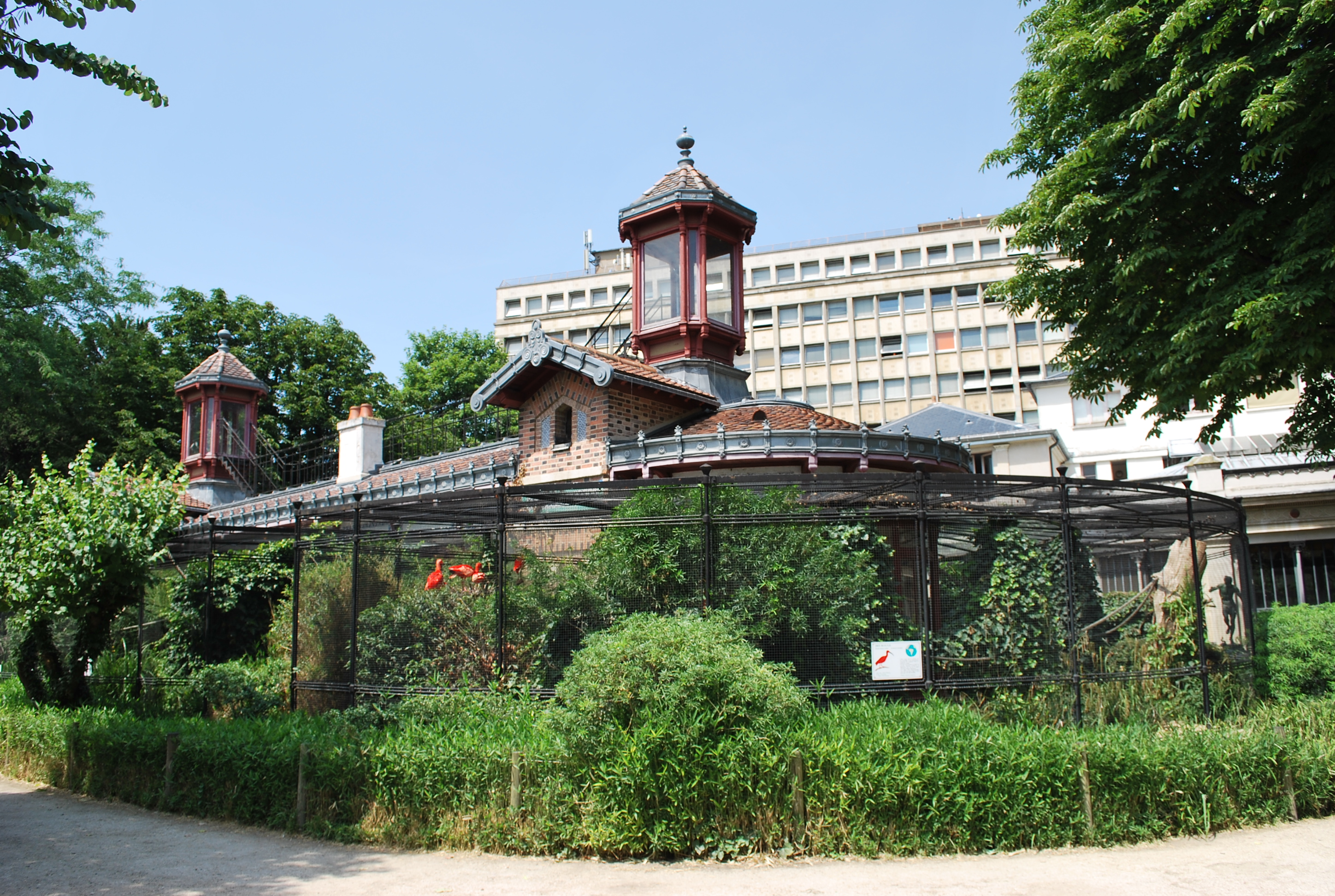
Fazanterie

- Library of Congress Control Number: no2011120476
- Nationale Bibliotheek van Israël: 987007360444005171
- Système universitaire de documentation: 126841861
- Virtual International Authority File: 138277599